# Pseudolaelia vellozicola
Pseudolaelia vellozicola är en orkidéart som först beskrevs av Frederico Carlos Hoehne, och fick sitt nu gällande namn av Paulo Campos Porto och Alexander Curt Brade. Pseudolaelia vellozicola ingår i släktet Pseudolaelia och familjen orkidéer. Inga underarter finns listade i Catalogue of Life.